# کمیسار

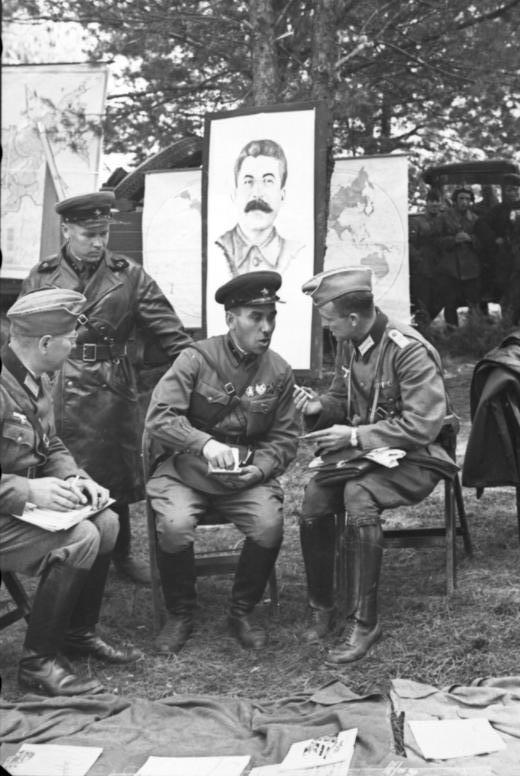
نمایی از یک‌کمیسر سیاسی اهل روسیه با پالتویِ چرمی (ایستاده)، در رژهٔ نظامی نازی-شوروی در برست-لیتوفسک. (۲۲ سپتامبر ۱۹۳۹)

کمیسار (комиссáр) در زبان انگلیسی، ترجمه «کمیسار» اغلب به‌طور خاص به کمیسار سیاسی اتحاد جماهیر شوروی سوسیالیستی و ارتش‌های بلوک شرق یا کمیسارهای مردم (عملاً وزیران دولت اشاره دارد) در حالی که به افسران اداری «کمیسار» می‌گویند.
کلمه روسی комисса́р از واژه فرانسوی commissaire در روسیه برای مقامات سیاسی و اداری استفاده می‌شد. این عنوان در اتحاد جماهیر شوروی سوسیالیستی و در روسیه از زمان امپراتور پتر یکم (ح. ۱۶۸۲–۱۷۲۵) استفاده می‌شده‌است.